# 宋惟翊
宋惟翊（韓語：송유익，?—?），高麗文官，朝鮮半岛氏族礪山宋氏的始祖。

## 生平
根据礪山宋氏的族谱说他是中国京兆郡出身，为唐朝户部尚書宋柱殷的后代子孙，宋自英的儿子。但是根据中国的史料，没有一个名为宋柱殷的户部尚书。宋惟翊在高麗中進士，封礪山君，追赠銀青光禄大夫、枢密院副使。

## 后代

### 子
- 宋淑文，官至從二品政堂文學

### 孙
- 宋希植，宋淑文之子，追贈金紫光祿大夫、知門下省事、判戶部事，葬于開城郡西

### 曾孙
- 宋松礼，宋希植之子，枢密院副使、忠清道指挥使、中赞

### 后裔
- 定順王后、宋翼弼、宋象賢、宋堯讚、宋永吉、宋慧乔